# Ercole Gonzaga
Ercole Gonzaga, (Màntua, 23 de novembre de 1505, Trento, 2 de març de 1563), Cardenal de l'Església Catòlica, Bisbe de Màntua i de Tarazona.
Va néixer a Màntua, el 23 de novembre de 1505 fill de Francesc II Gonzaga i d'Isabel d'Este. Va estudiar filosofia a Bolonya, i més tard va començar teologia. Bisbe de Màntua des del 1521, El papa Climent VII, el va elevar al rang de cardenal en el consistori del 3 de maig de 1527, fou bisbe de Tarazona (de 1537 fins al 1546).
De 1540 a 1556 va ser tutor dels fills petits del seu germà Frederic II de Gonzaga, que havia mort, i en el seu nom governava el ducat de Màntua. El major dels fills, Francesco, va morir el 1550 i va ser succeït pel seu germà Guglielmo.
La seva caritat no tenia límits, i molts joves de talent i geni tenien les seves despeses universitaris pagades per ell. Els papes el van emprar en moltes ambaixades, per exemple, per l'emperador Carles V el 1530. A causa de la seva prudència i els seus mètodes, va ser el favorit dels papes per assumptes polítics de diversos monarques Europeus.
En el conclave de 1559 no va ser escollit papa per cinc vots. va ser també un dels presidents del Concili de Trento. Va morir a Trento, quan presidia el concili, el 2 de març de 1563 la d'una edat de 57 anys.
Les seves obres de beneficència a la universitat jesuïta de Màntua i al Mont de Pietat foren abundants, i les seves cartes són molt valuosos per a historiadors d'aquest període.